# Volo Sudan Airways 139
Il volo Sudan Airways 139 era un volo passeggeri di linea nazionale da Porto Sudan a Khartum, in Sudan. L'8 luglio 2003, un Boeing 737-200 operante sulla rotta perse potenza a uno dei due motori poco dopo il decollo; ciò spinse l'equipaggio a tornare all'aeroporto di partenza per un atterraggio di emergenza. Nella manovra, i piloti mancarono la pista e l'aereo scese fino a colpire il terreno, disintegrandosi dopo l'impatto. 116 delle 117 persone a bordo persero la vita.

## L'aereo
Il velivolo coinvolto nell'incidente era un Boeing 737-200, marche ST-AFK, numero di serie 21169, numero di linea 429. Volò per la prima volta il 29 agosto 1975 e venne consegnato a Sudan Airways pochi giorni dopo, il 15 settembre. Era spinto da 2 motori turboventola Pratt & Whitney JT8D-7. Al momento dell'incidente, l'aereo aveva poco meno di 28 anni.

## L'incidente
L'aereo partì da Porto Sudan alle 04:00 del mattino (UTC+3), diretto a Khartum. Il pilota, circa dieci minuti dopo il decollo, informò il controllore di volo di un problema a uno dei motori, e che avrebbe riportato l'aereo all'aeroporto di partenza per effettuare un atterraggio di emergenza. Tuttavia, il Boeing precipitò prima di tornare e prese immediatamente fuoco.
Tutti tranne uno dei 117 occupanti dell'aeromobile, la maggior parte dei quali sudanesi, morirono nell'incidente. Tra le vittime c'erano anche tre indiani, un britannico, un cinese, un emiratino e un etiope. L'unico sopravvissuto era un bambino di due anni.

## Conseguenze
Il ministro degli Esteri del Sudan, Mustafa Osman Ismail, indicò l'embargo commerciale imposto dal governo degli Stati Uniti nel 1997 come fattore contributivo all'incidente; dichiarò infatti che la società non era stata in grado di ottenere parti di ricambio per la manutenzione della flotta della compagnia aerea di bandiera a causa di tali sanzioni. L'aereo coinvolto nell'incidente, in particolare, non era sottoposto a manutenzione da 5 o 6 anni.